# Unité urbaine de Mazamet
L'unité urbaine de Mazamet est une unité urbaine française centrée sur la ville de Mazamet,  département du Tarn au cœur de la troisième agglomération urbaine du département.

## Données générales
Dans le zonage réalisé par l'Insee en 2010, l'unité urbaine était composée de six communes.
Dans le nouveau zonage réalisé en 2020, elle est composée des six mêmes communes.
En 2022, avec 24 555 habitants, elle représente la 3e unité urbaine du département du Tarn et occupe le 22e rang dans la région Occitanie.
En 2021, sa densité de population s'élève à 157 hab/km2. Par sa superficie, elle représente 2,72 % du territoire départemental et, par sa population, elle regroupe 6,23 % de la population du département de Tarn.

## Composition 2020 de l'unité urbaine
Elle est composée des six communes suivantes :
| Nom                  | Code Insee | Département | Statut       | Superficie (km2) | Population (dernière pop. légale) | Densité (hab./km2) | Modifier                                    |
| -------------------- | ---------- | ----------- | ------------ | ---------------- | --------------------------------- | ------------------ | ------------------------------------------- |
| Aussillon            | 81021      | Tarn        | ville-centre | 10,26            | 5 617 (2022)                      | 547                | modifier les données · modifier les données |
| Mazamet              | 81163      | Tarn        | ville-centre | 72,08            | 10 123 (2022)                     | 140                | modifier les données · modifier les données |
| Aiguefonde           | 81002      | Tarn        | banlieue     | 19,13            | 2 507 (2022)                      | 131                | modifier les données · modifier les données |
| Bout-du-Pont-de-Larn | 81036      | Tarn        | banlieue     | 7,63             | 1 249 (2022)                      | 164                | modifier les données · modifier les données |
| Payrin-Augmontel     | 81204      | Tarn        | banlieue     | 12,84            | 2 193 (2022)                      | 171                | modifier les données · modifier les données |
| Pont-de-Larn         | 81209      | Tarn        | banlieue     | 34,51            | 2 866 (2022)                      | 83                 | modifier les données · modifier les données |

## Évolution démographique
| 1968   | 1975   | 1982   | 1990   | 1999   | 2010   | 2015   | 2021   |
| ------ | ------ | ------ | ------ | ------ | ------ | ------ | ------ |
| 29 018 | 29 222 | 28 428 | 27 512 | 25 849 | 25 325 | 24 994 | 24 526 |

#### Données générales
- Unité urbaine en France
- Aire d'attraction d'une ville
- Liste des unités urbaines de France

#### Données démographiques en rapport avec l'unité urbaine de Mazamet
- Aire d'attraction de Mazamet
- Arrondissement de Castres

#### Données démographiques en rapport avec le Tarn
- Démographie du Tarn